# Wayzata, Minnesota
Wayzata là một thành phố thuộc quận Hennepin, tiểu bang Minnesota, Hoa Kỳ. Năm 2010, dân số của thành phố này là 3688 người.

## Dân số
- Dân số năm 2000: 4113 người.
- Dân số năm 2010: 3688 người.